# Postura del misionero

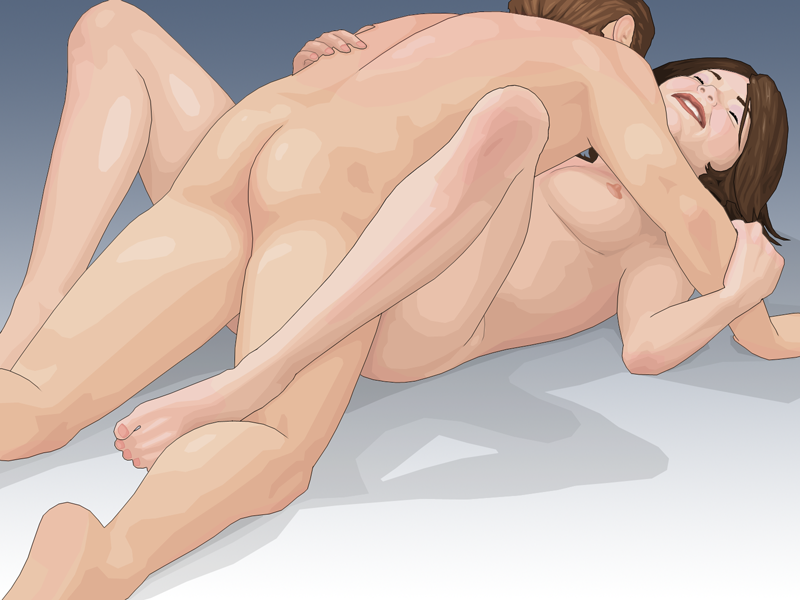

La postura o posición del misionero o de hombre arriba es una postura sexual en la que una de las dos personas yace acostado de espaldas, con las piernas ligeramente apartadas, mientras que la otra (generalmente un hombre) se alarga sobre ella o ligeramente cerca de ella (o de él). Se le asocia comúnmente con la actividad sexual heterosexual, pero también es usada por parejas del mismo sexo. William Shakespeare hace referencia a esta postura cuando habla de «hacer la bestia de dos espaldas».
La posición del misionero es la postura sexual más común, si bien no se le considera universalmente como la más preferida. Además de su uso en el sexo vaginal, puede usarse también para otros tipos de actividad sexual, como el sexo anal, y de hecho también el sexo sin penetración (por ejemplo, el sexo intercrural), y su aspecto penil-vaginal es un ejemplo de actividad reproductiva ventro-ventral (frente a frente). Variantes de esta posición permiten grados diferentes de estimulación clitoriana, de profundidad de la penetración, de participación de parte de quien es penetrado, y de probabilidad y velocidad del orgasmo.
La posición del misionero es a menudo preferida por parejas que disfrutan los aspectos románticos del amplio contacto piel con piel y la oportunidad de mirarse mutuamente a los ojos y besarse y acariciarse mutuamente. También se cree que es una buena postura para la reproducción. Durante la actividad sexual. la posición del misionero le permite a quien penetra tener control del ritmo y profundidad de empuje pélvico. También es posible que la persona penetrada empuje contra el penetrador con movimientos de cadera o empujando los pies contra la cama, o abrazarlo más fuertemente con sus brazos o piernas. La posición se ajusta menos a los estados tardíos del embarazo o en los casos en que la persona penetrada desea tener mayor control sobre el ritmo y profundidad de la penetración.

## Origen de la expresión
Una leyenda bastante difundida viene a decir que esta apelación procede de los misioneros cristianos que la habrían preconizado entre sus catecúmenos a manera de explicación en materia de relaciones sexuales. 
En el origen de esta expresión figura el sexólogo Alfred C. Kinsey, quien había realizado en uno de sus famosos informes, fechado en 1948, una serie de interpretaciones erróneas de documentos históricos.
Antes del Informe Kinsey, esta posición era conocida por varios nombres como “posición papá-mamá” o “posición angloamericana”. En 1948, Kinsey publicó el primer volumen, el de la sexualidad masculina, de lo que comúnmente se llamaría el "Informe Kinsey". En él expone la preferencia estadounidense por la posición que denomina la "posición angloamericana". Con respecto al trabajo del antropólogo polaco  Bronisław Malinowski La vida sexual de los salvajes del Noroeste de la Melanesia, Kinsey escribe: Debe recordarse que Malinowski (1929) observa el uso casi universal de una posición completamente diferente entre los habitantes de las islas Trobriand […] y que en torno a las fogatas adoran las anécdotas sobre la posición angloamericana de la que hablan como la “posición del misionero”.
En 2001, según Robert Priest, los lexicógrafos y sexólogos no encontraron ningún uso del término "posición del misionero" antes de Kinsey. Priest concluye que Kinsey, sin saberlo, creó una confusión entre varios factores: primero, según Malinowski, los habitantes de las Islas Trobriand practican estas noches de canto y burla a la luz de la luna y no alrededor de una fogata. En su "informe", Kinsey escribe que los habitantes de Trobriand se ríen cuando hablan cara a cara, el hombre arriba y la mujer abajo durante el coito, pero no proporciona el contexto. También escribe que la posición fue enseñada por comerciantes, plantadores o funcionarios blancos, pero no cita a los misioneros. Kinsey también recuerda que en la Edad Media, la Iglesia Católica recomendó esta posición, asumiendo que los misioneros hicieron lo mismo.
De hecho, Malinowski escribe que vio a una pareja de novios tobriandeses tomarse de la mano y apoyarse el uno en el otro, y los lugareños lo llamaron "misinari si bubunela", es decir, "A la manera de los misioneros". Al combinar inadvertidamente estos diferentes hechos, Kinsey inventa un neologismo mientras cree usar una expresión antigua.
Con el tiempo, la historia sobre el origen de la frase se repitió tanto que fue ampliamente aceptada y se olvidó la historia de la elaboración de Kinsey de distorsionar un pasaje de Malinowski.
Los sexólogos anglosajones comenzaron a usar esta expresión para referirse a la posición sexual a fines de la década de 1960, y la "posición del misionero" reemplazó gradualmente los viejos nombres en el idioma inglés.
Durante la década de los noventa, esta expresión se extendió a otras lenguas: “Missionarsstellung” en alemán, “postura del misionero” en español y “position du missionnaire” en francés.

## Variantes de la postura
No existen posturas específicas 

## Galería

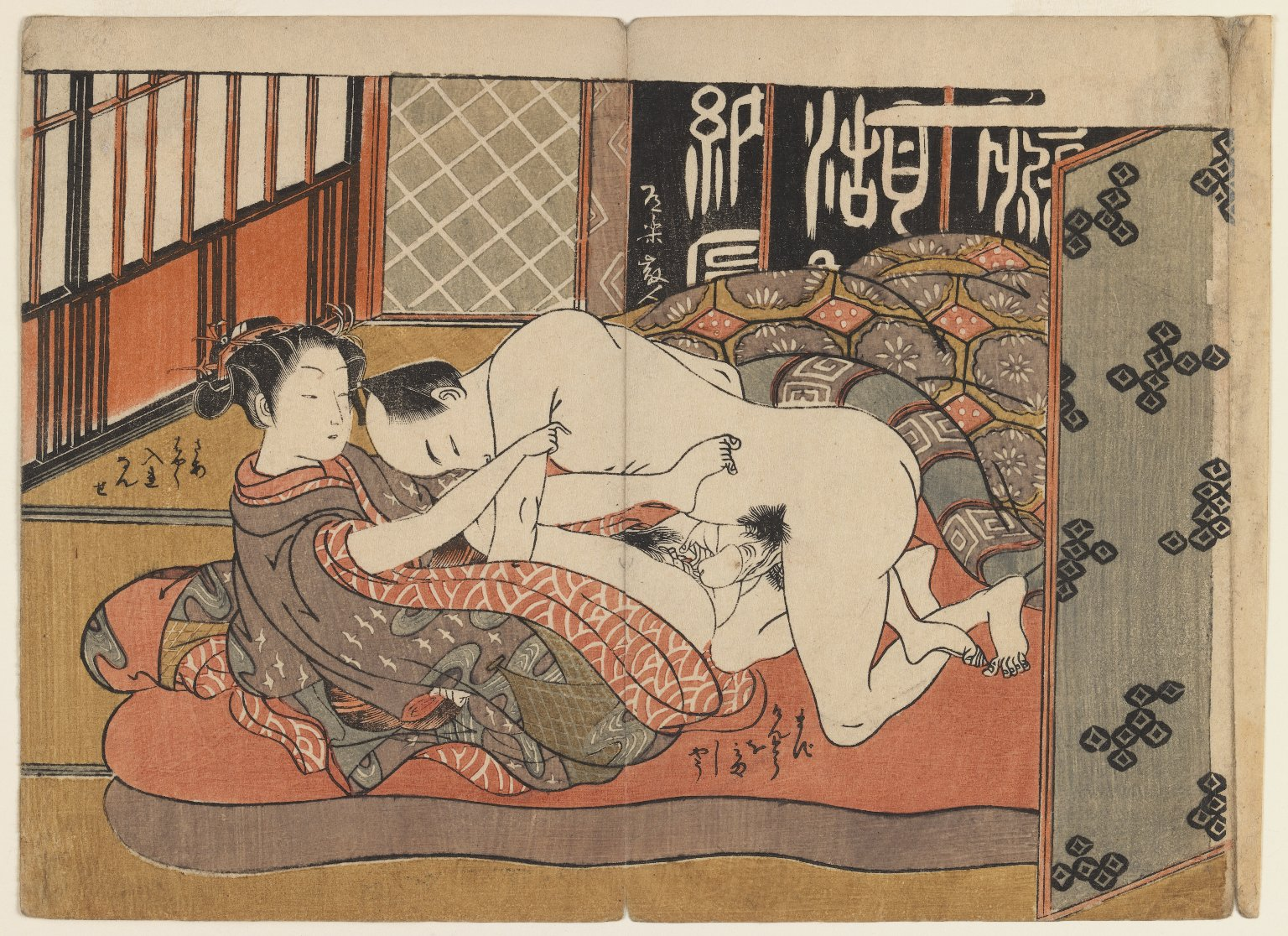
Una pintura japonesa de Isoda Koryūsai muestra la posición del misionero.
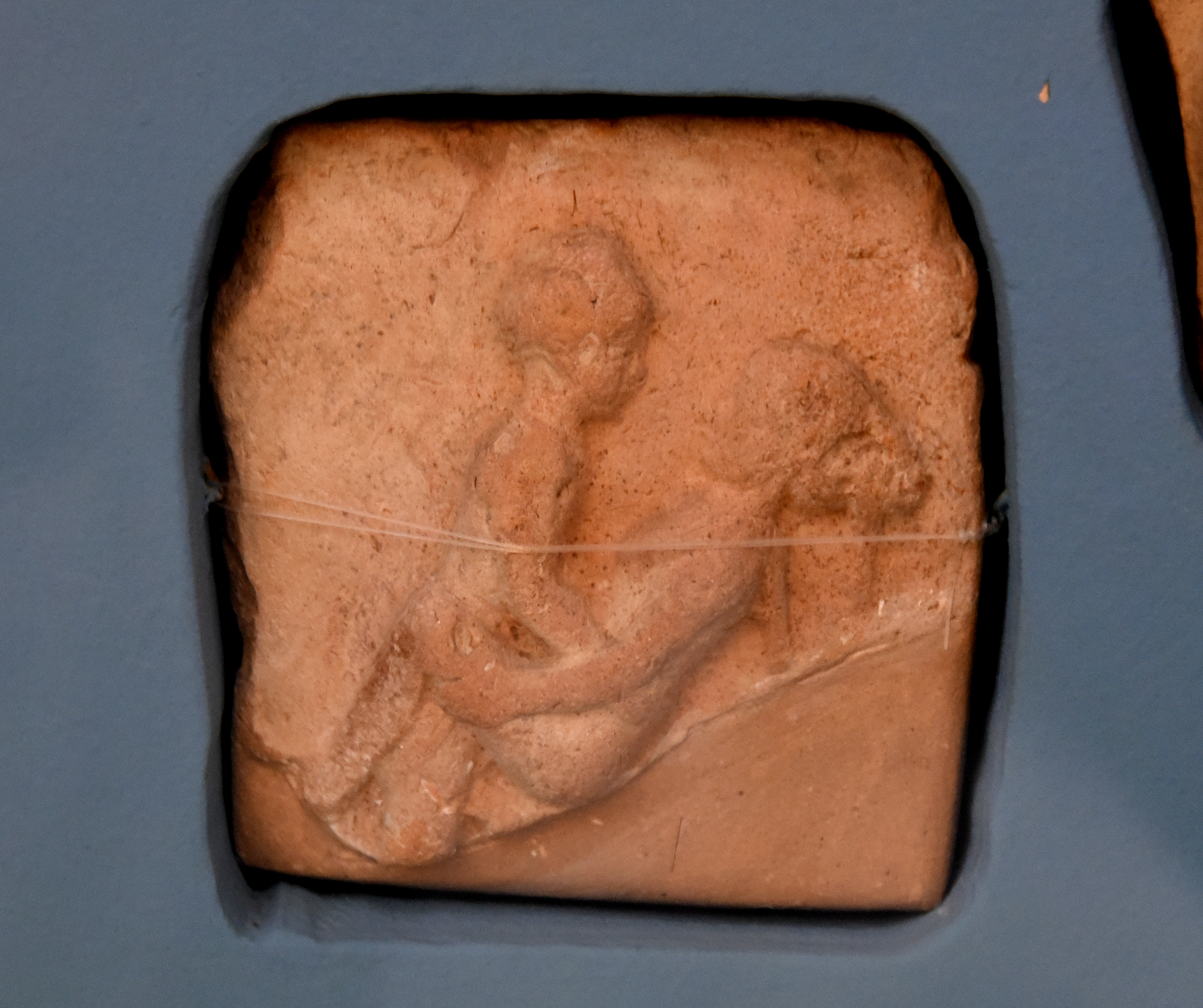
Representación del misionero durante el Periodo paleobabilónico.
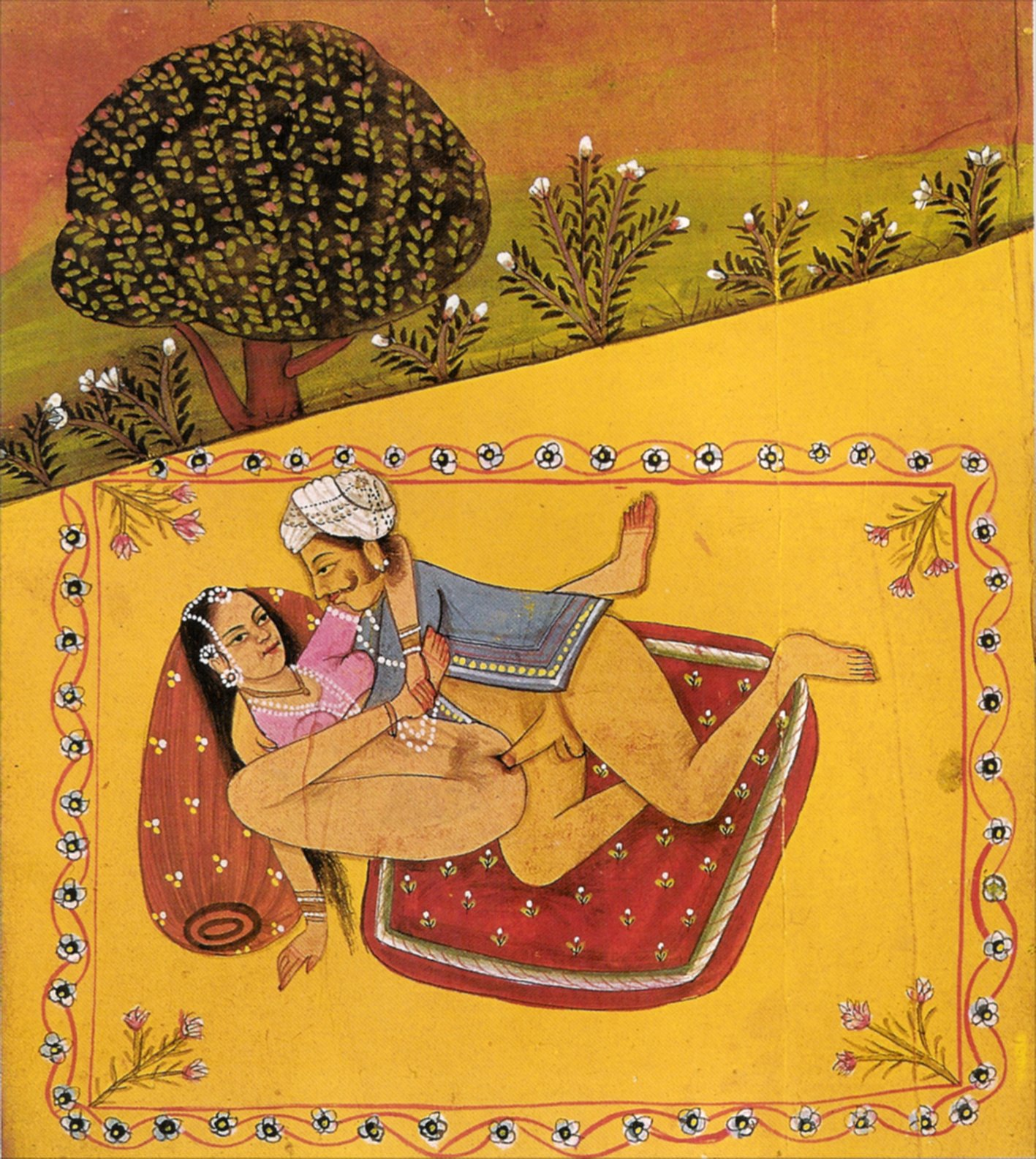
La posición del misionero en el libro del Kamasutra.
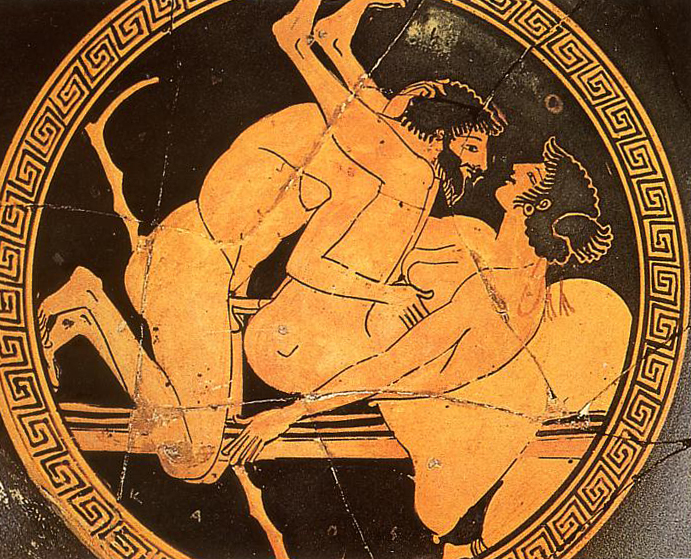
La posición del misionero representada sobre un kylix (jarrón) de la Grecia antigua.
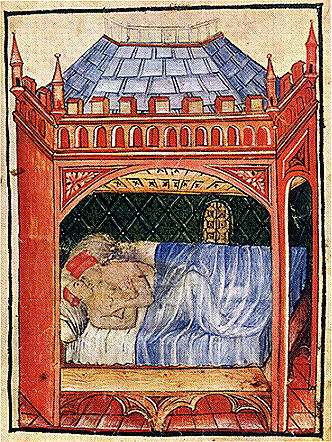
Una representación del misionero en la Edad Media.
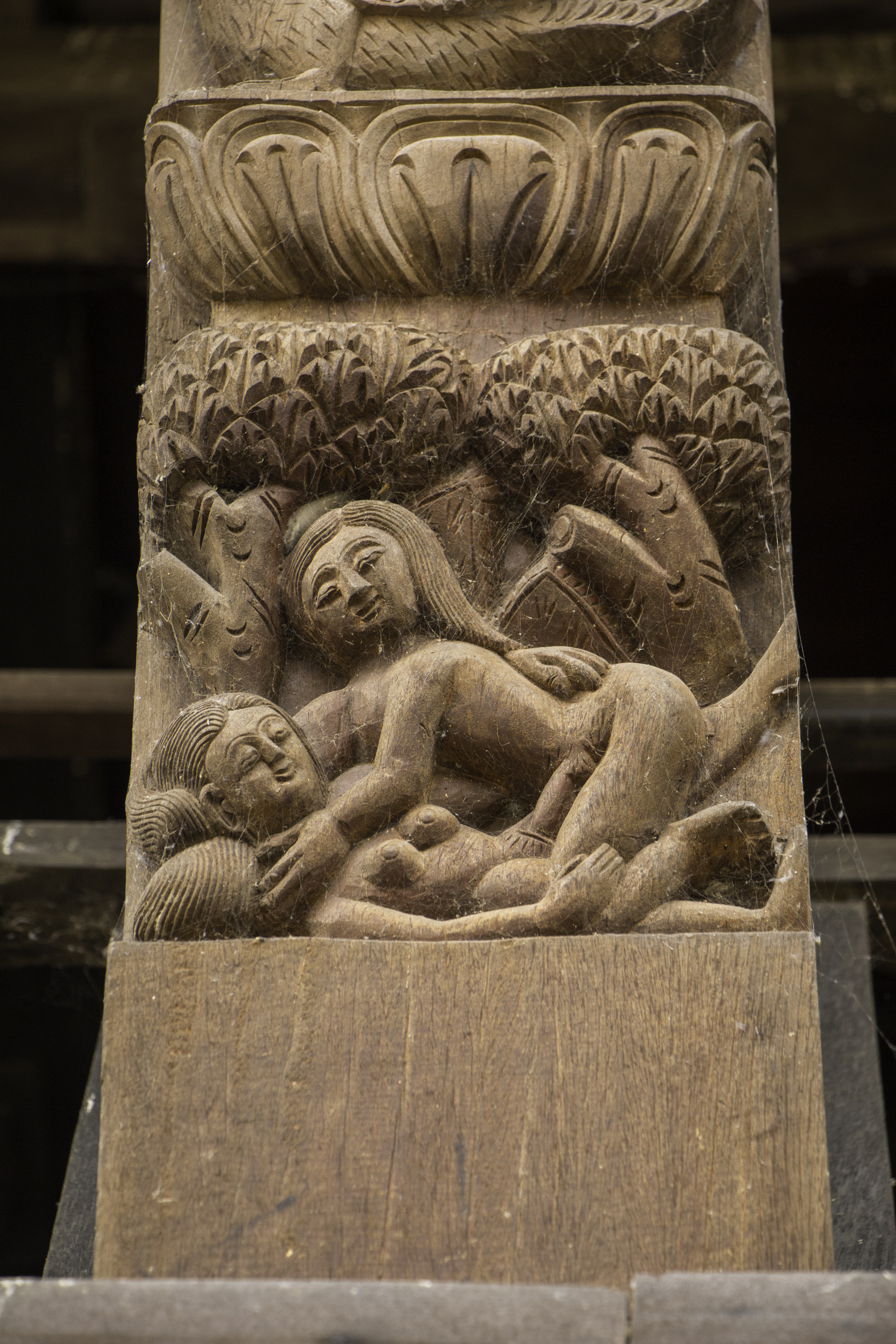
Representación de la postura del misionero en un templo en Nepal.

## Interés durante el sexo heterosexual
En esta posición, ambos miembros de la pareja pueden mirarse y besarse. También permite variar el ángulo de penetración y ofrece la posibilidad de estimular el clítoris con la base del pene.
Esta posición, junto con la postura de la amazona, es la más común para el primer coito.